# Liste des batailles de la Reconquista
Le tableau ci-dessous présente l'intégralité des batailles de la Reconquista.
| Année | Bataille            | Issue               | Belligérant musulman                 | Belligérant chrétien |
| ----- | ------------------- | ------------------- | ------------------------------------ | --- |
| 778   | Roncevaux           | Victoire musulmane  | Émirat de Cordoue + Rebelles vascons | Royaume Franc |
| 791   | Bierzo              | Victoire musulmane  | Émirat de Cordoue                    | Royaume des Asturies |
| 939   | Simancas            | Victoire chrétienne | Califat de Cordoue                   | Royaume de León |
| 1086  | Sagrajas            | Victoire musulmane  | Almoravides + Royaumes Taîfas        | Royaume de Castille + Royaume de León + Royaume d'Aragon                                                                 |
| 1097  | Consuegra           | Victoire musulmane  | Almoravides                          | Royaume de Castille |
| 1100  | Malagon             | Victoire musulmane  | Almoravides                          | Royaume de Castille |
| 1108  | Ucles               | Victoire musulmane  | Almoravides                          | Royaume de Castille + Royaume de León                                                                                    |
| 1110  | Valtierra           | Victoire chrétienne | Taifa de Saragosse                   | Royaume d'Aragon |
| 1114  | Martorell           | Victoire chrétienne | Almoravides                          | Comté de Barcelone + Compté d'Urgell + Compté de Cerdagne                                                                |
| 1120  | Cutanda             | Victoire chrétienne | Almoravides                          | Royaume d'Aragon + Duché d'Aquitaine                                                                                     |
| 1134  | Fraga               | Victoire musulmane  | Almoravides                          | Royaume d'Aragon |
| 1195  | Alarcos             | Victoire musulmane  | Almohades                            | Royaume de Castille + Divers ordres militaires                                                                           |
| 1212  | Las Navas de Tolosa | Victoire chrétienne | Almohades                            | Royaume de Castille, Royaume d'Aragon, Royaume de Navarre, volontaires des royaumes de Portugal, de León et de la France |
| 1231  | Jerez               | Victoire chrétienne | Taifa de Murcie                      | Royaume de Castille |
| 1275  | Écija               | Victoire musulmane  | Almohades                            | Royaume de Castille |
| 1278  | Algésiras           | Victoire musulmane  | Mérinides + Royaume de Grenade       | Royaume de Castille |
| 1280  | Moclín              | Victoire musulmane  | Royaume de Grenade                   | Royaume de Castille |
| 1340  | Salado              | Victoire chrétienne | Mérinides + Royaume de Grenade       | Royaume de Castille, Royaume de Portugal, volontaires du royaume d'Aragon                                                |
| 1431  | Higuerela           | Victoire chrétienne | Royaume de Grenade                   | Royaume de Castille |